# サニー・ゲッツ・ブルー
サニー・ゲッツ・ブルー〜追撃のキーウエストは、1991年にジャパンホームビデオより発売されたオリジナルビデオ作品。

## キャスト
- サニー：七瀬なつみ
- ランバージャック：松山鷹志
- キャッシュ：ハント・ケーシ
- ポニーテール：丘咲ひとみ
- アンナ：吉田美江
- ブルース：又野誠治
- グラス：デニス・ガン

ほか
キャスティング協力：稲川素子事務所

## スタッフ
- 製作：ジャパンホームビデオ
- 監督・脚本：大川俊道
- ガンエフェクト：BRONCO
- 撮影：室賀厚
- 照明：金子高士
- 美術：澤田清隆
- 美術協力：山﨑美術
- 編集：鵜飼邦彦（JKS編集室）
- 助監督：宮坂武志
- スクリプター：河島順子
- 音楽：京田誠一
- 選曲：茶畑三男
- 主題歌：DENNIS GUNN「SUNNY GETS BLUE」
- 挿入歌：当山ひとみ「Traffic Jam」
- 音響効果：柴崎憲治（サウンドボックス）
- MA：山本逸美（映広）
- 振り付け：Melissa Rosenbaum
- タイトル：道川昭
- ネガ編集：菊池玲子（三陽編集室）
- 現像・テレシネ：東映化学
- グアムロケコーディネイト：Big Blue Production
- プロデュース：石井渉、古澤敏文、森田豊
- 製作者：升水惟雄
- 協賛：NEW MGC、エディースショップ